# Georgia Southern and Florida Railway
Le Georgia Southern and Florida Railway (sigle de l'AAR: GSF) est actuellement une filiale du Norfolk Southern Railway desservant les États de Géorgie et de Floride. Il apparut en 1885 sous le nom de Georgia Southern and Florida Railroad et fit partie des chemins de fer américains de classe I.

## Histoire

### Les origines
Le Georgia Southern and Florida Railroad   (appelé aussi Suwannee River Route du fait qu'il traversait le fleuve du même nom), fut créé en 1885. Il reliait Macon, Géorgie à Valdosta, Géorgie à partir de 1889, puis Palatka, Floride en 1890. Il fit faillite en 1891 et fut réorganisé en Georgia Southern and Florida Railway en 1895 puis passa rapidement sous contrôle du Southern Railway.

### La fin de l'indépendance
En 1902, le GS&F acheta une ligne de l'Atlantic, Valdosta and Western Railway reliant Valdosta, Géorgie à Jacksonville, Floride. Il acheta le Macon and Birmingham Railway et le Hawkinsville and Florida Southern Railway qui furent exploitées de façon indépendante, puis abandonnées à la suite de leurs banqueroutes.
Le GS&F fut acquis par le Norfolk Southern Railway en 1995, mais il existe toujours en tant que filiale. Il ne descend plus jusqu'à Palatka, mais s'arrête plus au nord à Lake City. La ligne principale du NS est actuellement celle de l'ancien Atlantic, Valdosta and Western jusqu'à Jacksonville.